# Ніл Деграсс Тайсон
Ніл Деграсс Тайсон (англ. Neil deGrasse Tyson; 5 жовтня 1958) — американський астрофізик, популяризатор науки та письменник.

## Біографія
З 1996 року він є директором планетарію імені Фредеріка П. Роуза в Рожевому центрі Землі і Космосу в Нью-Йорку. Центр є частиною Американського музею природознавства, де Тайсон заснував відділення астрофізики в 1997 році і був науковим співробітником департаменту з 2003 року.
Тайсон навчався в Гарвардському університеті, Техаському університеті в Остіні і Колумбійському університеті. З 1991 по 2003 рік — науковий співробітник Принстонського університету. У 1994 році він вступив у планетарій Хейдена як штатний вчений і на факультет Принстона як запрошений науковий співробітник і лектор. У 1996 році він став директором планетарію і курирував проект реконструкції вартістю 210 мільйонів доларів, який був завершений в 2000 році.
З 1995 по 2005 рік Тайсон писав щомісячні есе в колонці «Всесвіт» для журналу Natural History, деякі з яких згодом були опубліковані в його книгах Death by Black Hole (2007) і Astrophysics for People in a Hurry (2017). У той же період він написав щомісячну колонку в журналі StarDate, відповідаючи на питання про всесвіт під псевдонімом «Мерлін». Матеріал з колонки з'явився в його книгах Merlin's Tour of the Universe (1998) і Just Visiting This Planet (1998). Тайсон був членом урядової комісії 2001 року по майбутньому аерокосмічної промисловості США і комісії 2004 р Місяця, Марса та Інших. У тому ж році він був нагороджений медаллю НАСА за видатні заслуги на державній службі. З 2006 по 2011 рік він вів телевізійне шоу NOVA Sciencenow на PBS. З 2009 року Тайсон є ведучим щотижневого подкасту StarTalk. Спін-офф, також з назвою StarTalk, почав транслюватися на National Geographic в 2015 році. У 2014 році він став ведучим телесеріалу Космос: подорож у просторі та часі, наступника серіалу Карла Сагана 1980 року Космос: персональна подорож. У 2015 році Національна академія наук США нагородила Тайсона медаллю суспільного добробуту за його «видатну роль у пробудженні громадськості про чудеса науки».

## Ранні роки
Тайсон народився на Манхеттені другим з трьох дітей в сім'ї, що живе в Бронксі. Його мати, Сунчіта Марія Тайсон була геронтологом Міністерства охорони здоров'я і соціальних служб США і має пуерто-ріканське походження. Його афро-американський батько, Сиріл Деграсс Тайсон (1927—2016), був соціологом, комісаром з людських ресурсів мера Нью-Йорка Джоном Ліндсі, і першим директором Harlem Youth Opportunities Unlimited. У Тайсона є двоє братів і сестер: Стівен Джозеф Тайсон і Лінн Антипа Тайсон. Друге ім'я Тайсона, Деграсс, походить від дошлюбного прізвища його бабусі по батьківській лінії, яка народилася як Алтима Деграсс на острові Невіс в Британській Вест-Індії.
У старших класах школи Тайсон відвідував курси астрономії, організовані планетарієм Хейдена, який він назвав «періодом найбільшого формування» у своєму житті. Він приписав доктору Марку Чартранду III, директору планетарію в той час, як його «перший інтелектуальний зразок для наслідування» і його ентузіазм у навчальному стилі, змішаний з гумором, надихнули Тайсона на передачу всесвіту іншим так, як зробив це директор планетарію.
Тайсон вивчав астрономію в підлітковому віці, і врешті-решт навіть здобув популярність в астрономічному колі, читаючи лекції з цієї теми у віці п'ятнадцяти років. Він вирішив поступити до Гарварду, де спеціалізувався у фізиці і жив в Кар'єр-хаусі. Він був членом команди протягом першого року навчання, але повернувся до реслінгу. Він також активно займався танцями, в стилях, включаючи джаз, балет і афро-карибський.
Тайсон здобув ступінь бакалавра в галузі фізики в Гарвардському коледжі у 1980 році, а потім почав свою аспірантську роботу в Техаському університеті в Остіні, від якої він здобув магістерський ступінь у галузі астрономії в 1983 році. За його власними даними, він не проводив стільки часу в дослідницькій лабораторії, скільки повинен був. Його професор заохочував його до розгляду альтернативних професій, і комітет з його докторської дисертації був розпущений, що поклало кінець прагненню здобути докторський ступінь у Техаському університеті.
Тайсон читав лекції з астрономії в Університеті Меріленду з 1986 по 1987 рік і в 1988 році був прийнятий в аспірантуру астрономії в Колумбійському університеті, де він здобув ступінь магістра в галузі астрофізики в 1989 році, і ступінь доктора наук у галузі астрофізики 1991 року під керівництвом професора Р. Майкла Річа. Річ отримав фінансування для підтримки докторських досліджень Тайсона від НАСА і фонду ARCS, що дозволило Тайсону відвідати міжнародні зустрічі в Італії, Швейцарії, Чилі та Південній Африці і найняти студентів, щоб допомогти йому з скороченням даних.

## Кар'єра
Дослідження Тайсона зосереджені на спостереженнях в космології, еволюції зірок, галактичної астрономії і формуванні зірок. Обіймав численні посади в таких установах, як Мерілендський університет, Принстонський університет, Американський музей природної історії і планетарій Хейдена.
Тайсон написав ряд популярних книжок з астрономії. У 1995 році він почав писати колонку «Всесвіт» для журналу Natural History. У колонці, написаній ним для спеціального видання журналу «Місто зірок», в 2002 році Тайсон популяризував термін «Мангеттенхендж», щоб описати два дні, на які вечірнє сонце вписується у вуличну сітку Мангеттена, роблячи захід видимим по незахищеним бічних вулицях. Він придумав цей термін в 1996 році, натхненний тим, як явище нагадує про сонцестояння з пам'ятником Стоунхендж в Англії. Колонка Тайсона також вплинула на його роботу як професора Великих Курсів.
У 2012 році Тайсон оголосив, що він з'явиться в серіалі Youtube, заснованому на його радіошоу StarTalk. Дата прем'єри шоу не була оголошена, але вона буде поширена по каналу Nerdist Youtube Channel. 28 лютого 2014 року Тайсон був гостем на фестивалі студентського кіно Білого дому.
У 2014 році Тайсон допоміг відродити телесеріал Карла Сагана Космос: персональна подорож, представивши Космос: подорож у просторі та часі на FOX і National Geographic Channel. Тринадцять епізодів були показані в першому сезоні, і Тайсон заявив, що якби другий сезон був знятий, він би передав роль господаря комусь іншому в науковому світі. На початку січня 2018 року оголосили, що другий сезон Космосу перебуває у виробництві й що Тайсон знову виступатиме ведучим.
20 квітня 2015 року Тайсон почав вести вечірнє ток-шоу під назвою StarTalk на National Geographic Channel, де Тайсон бере інтерв'ю у знаменитостей поп-культури і питає їх про їхній життєвий досвід з наукою.

## НАСА
Тайсон виступає за розширення діяльності Національного управління з аеронавтики і дослідженню космічного простору, стверджуючи, що «найбільш потужна установа, що відповідає за здійснення мрій нації, в даний час не має достатньо коштів для того, щоб робити те, що йому необхідно». Тайсон припустив, що широка громадськість має тенденцію переоцінювати, скільки доходів виділяється космічному агентству.

## Особисте життя
Тайсон живе в районі Трайбека Нижнього Мангеттена зі своєю дружиною Еліс Янг. У них двоє дітей: Міранда і Тревіс. Тайсон познайомився зі своєю дружиною на заняттях з фізики в Техаському університеті в Остіні. Вони одружилися в 1988 році і назвали свою першу дитину Мірандою, в честь найменшого з п'яти головних супутників Урана. Тайсон — любитель вина, чия колекція була представлена в травневому випуску 2000 року Wine Spectator і весняному випуску 2005 року The World of Fine Wine.

## Переклади українською
- Ніл Деграсс Тайсон. Астрофізика для тих, хто цінує час. — К. : КМ-Букс, 2018. — 200 с. — ISBN 978-966-948-008-8.